# Szalók Csilla
Szalók Csilla (Tolna, 1960. július 17. –) magyar közgazdász; a Budapesti Gazdaságtudományi Egyetem intézeti tanszékvezetője, a magyarországi önálló felsőfokú idegenforgalmi képzés egyik elindítója.

## Tanulmányai
Szalók Csilla 1974 és 1978 között szülővárosában, Tolnán, a Földvári Mihály Gimnáziumban végezte középiskolai tanulmányait. Ezt követően a Marx Károly Közgazdaságtudományi Egyetemen 1983-ban közgazdász-tanári-, 1988-ban idegenforgalmi szakközgazdász-, majd 1993-ban dr. univ. diplomát szerzett. 2010-ben a Miskolci Tudományegyetem Gazdaságtudományi Karán szerezte meg a PhD fokozatot.

## Életpálya
Diplomája megszerzését követően, 1983-tól 1987-ig, a Budapest Touristnál helyezkedett el közgazdászként. Munkája mellett, óraadóként, már ebben az időszakban is oktatott a Kereskedelmi és Vendéglátóipari Főiskolán (KVF). 1987-től főállású tanársegédként kezdte meg munkáját a KVF-en, ahol azóta is folyamatosan dolgozik, amelynek, többszöri változást követően, mai jogutódja, a Budapesti Gazdaságtudományi Egyetem.
Az 1991-ben a főiskolán belül megalakult Idegenforgalmi Tanszékre már mint főiskolai adjunktus érkezett. Szalók, az 1992-ben létrehozott Idegenforgalmi Intézet vezetőjével, Csizmadia Lászlóval a korszerű, magyar, önálló, felsőfokú idegenforgalmi képzés kialakításában vezető és meghatározó szerepet játszott. Később, a szervezeti átalakulásokat követően, tanszékvezető-helyettesként, intézetvezető-helyettesként, majd intézeti tanszékvezetőként egyaránt aktív részese és alakítója volt az intézeten belüli innovatív képzésfejlesztésnek.
1994-ben országos idegenforgalmi oktatóhálózatot hoztak létre. Az ezredfordulón a „Secondary 2000” Phare pályázat segítségével elindították a magyar idegenforgalmi szakmenedzser képzést. A manchesteri és a kempteni egyetemmel együttműködésben elsőként indították el Magyarországon az angol és német nyelvű idegenforgalmi és szállodaipari közgazdászképzést. 2009-ben elindították a Turizmus Menedzsment (MA) képzésüket.
Szalók Csilla volt az egyik kezdeményezője a Székelyudvarhelyi Egyetemi Központtal 2011-ben megkötött stratégiai együttműködésnek, melynek keretében az erdélyi magyar fiatalok felsőfokú tanulmányaikat helyben végezhették úgy, hogy a BGF oktatói – köztük Szalók – utaztak ki rendszeresen hozzájuk oktatni.
Szalók Csilla egyetemen kívüli számos szakmai tevékenysége közül kiemelkedik a Közgazdasági és Társadalomtudományi Műhelyben lévő aktivitása és a tartalmas, pozitív változásokat hozó, FATOSZ (Falusi és Agroturizmus Országos Szövetsége) elnöki tisztsége.

## Szakmai szervezeti tagságok, tisztségek
- Magyar Közgazdasági Társaság (MKT), tag, (1990– )[3]
- International Association of Scientific Experts in Tourism (AIEST), tag, (1998– )
- Turisztikai és Vendéglátó Munkaadók Országos Szövetség, elnökségi tag, (2002–); alelnök, (2013– )
- Szervezési és Vezetési Tudományos Társaság Turizmus Szakosztály, elnökségi tag (2003– )
- ACCOR Pannonia Szállodák Rt., felügyelőbizottsági tag, (2004–2007); felügyelőbizottsági elnök, (2007–2013)
- Közép-Európai Club Pannonia Közhasznú Egyesület (KEP), elnökségi tag, (2009– )[10]
- A magyar Országgyűlés Sport, Turizmus és Vendéglátás Szakbizottság, tag, (2012– )
- European Journal of Tourism, Hospitality and Recreation, szerkesztőségi tag, (2012– )
- EUROGITES, tag, (2016– )

## Család
Férjezett, 1 gyermeke van.

## Díjak, kitüntetések
- Wellness Nívódíj (Magyar Wellness Társaság, 2003)
- „Akadémikus” – az Intézmény Tudós Tanácsa által adományozott tiszteletbeli cím (The Russian International Academy for Tourism, 2004)
- „Pro turismo” (Regionális Fejlesztésért és Felzárkóztatásért Felelős Tárca nélküli Miniszter, 2005)
- „2006. év idegenforgalmi oktatója” (Szervezési és Vezetési Tudományos Társaság – Turizmus Szakosztály, 2006)
- „Az 50 legbefolyásosabb ember a magyar turizmusban” (Turizmus Kft., 2014)
- „Honorary Doctorate Degree in Tourism and Hotel” tiszteletbeli doktori cím (Chiang Mai Rajabhat Egyetem, Thaiföld, 2015)[11]
- „Az 50 legbefolyásosabb ember a magyar turizmusban” (Turizmus Kft., 2016)
- A turizmus TOP 50 szakembere (Turizmus Kft., 2020)[5]
- Marencich Ottó emlékplakett – a turizmusszakmáért és az MSZÉSZ-ért kiemelkedően tevékenykedő szakember (Magyar Szállodák és Éttermek Szövetsége, 2022)[12][13]

## Főbb publikációk
Válogatás a Magyar Tudományos Művek Tárából
- Szalók Csilla–Sólyom Csaba: Üzleti szimuláció a turizmus gyakorlati oktatásában. In: Szalók Csilla, Remenyik Bulcsú, Zimányi Krisztina (szerk.): Múlt a jövőben - Tradíció és megújulás a turizmusban és a vendéglátásban: tudományos kötet Dr. Csizmadia László 75. születésnapja alkalmából. Budapest: BGF Kereskedelmi, Vendéglátóipari és Idegenforgalmi Kar, 2012. pp. 107–115. (ISBN 9789637159503)
- Egy professzionális vezető példája, a vezetésről szóló gondolatok egy professzionális főiskolai főigazgató példáján keresztül. In: Szalók Csilla, Remenyik Bulcsú, Zimányi Krisztina (szerk.): Múlt a jövőben - Tradíció és megújulás a turizmusban és a vendéglátásban : tudományos kötet Dr. Csizmadia László 75. születésnapja alkalmából. Budapest: BGF Kereskedelmi, Vendéglátóipari és Idegenforgalmi Kar, 2012. pp. 31–41. (ISBN 9789637159503
- A turisztikai oktatási stratégia lehet a jövő záloga. Vendég és hotel: Szállodák, éttermek , catering 6: (10) p. 16. Paper 000117545. (2012)
- Az érem két oldala: Igazgatói székből a katedrára. Vendég és hotel: Szállodák, éttermek , catering  2011: (3) p. 32. (2011)
- A comparative analysis of corporate social responsibility (CSR) and the concept of value driven (CSV) on responsible tourism in higher education. In: Melanie K Smith (szerk.): Responsible Tourism - Responsible Tourist : Proceedings of the International Conference on 24-26 Nov., 2011. Budapest: College of BBS, 2011. pp. 31–40.
- Examining the question of higher education of tourism and hospitality from the perspective of the needs of knowledge based society. In: Dr Csilla Szalók: New challenges in the tourism and hospitality industry,  2008. Budapest International Conference. Budapest: Budapesti Gazdasági Főiskola Kereskedelmi, Vendéglátóipari és Idegenforgalmi Főiskolai Kar, 2008. pp. 203–211.
- Szalók Csilla –Gellai Imre: Az egészségturizmus szerepe és nagyságrendje Magyarország turizmusában In: Dr Szalók Csilla (szerk.) Új kihívások a turizmusban és a szállodaiparban. Konferenciakötet, Budapest, 2008. november 23-25. Budapest: Budapesti Gazdasági Főiskola Kereskedelmi, Vendéglátóipari és Idegenforgalmi Főiskolai Kar, 2008. pp. 195–201.
- A turizmus és a vendéglátás felsőfokú oktatása kérdéskörének elemzése a tudásalapú társadalom igényeinek szempontjából. In: Dr Szalók Csilla (szerk.) Új kihívások a turizmusban és a szállodaiparban : Konferenciakötet Budapest, 2008. november 23-25. Budapest: Budapesti Gazdasági Főiskola Kereskedelmi, Vendéglátóipari és Idegenforgalmi Főiskolai Kar, 2008. pp. 239–247.
- New challenges in the tourism and h:ospitality industry. 23-25th November, 2008. Budapest, International Conference. Budapest: Budapesti Gazdasági Főiskola Kereskedelmi, Vendéglátóipari és Idegenforgalmi Főiskolai Kar, 2008. (ISBN 978-963-7159-27-5)
- Szalók Csilla–Fehér Tamásné: Szálláshelymenedzsment. Budapest: Budapesti Gazdasági Főiskola Kereskedelmi, Vendéglátóipari és Idegenforgalmi Főiskolai Kar, 2007.